# 章簡甫
章簡甫（1491年—1572年），名文，号篔谷，江苏长洲人，明朝篆刻家。

## 生平
章簡甫生於弘治四年（1491年），美须眉，健言談，又承其家學，精摹拓，在書法上造詣甚深。书家如文徵明、祝允明、王宠、陈淳等人的书迹都由章简甫镌刻上石，特別是文徵明极重章氏所刻，每有佳书，必由章简甫所刻。隆庆六年（1572年）卒。

## 家族
出身刻工世家，祖章昶、父章浩均善书兼擅镌刻。
有子章藻。